# حفشية
الفصيلة الحَفْشيّة (باللاتينية: Acipenseridae) هي فصيلة تشمل 26 نوع من السمك، منها أجناس , Scaphirhynchus , Huso , حفش , Pseudoscaphirhynchus، تسمى أعضاء هذه الفصيلة بالحُفُوش (المفرد: حَفْش أو حُفْش). يشمل هذا المصطلح حوالي 20 نوع يشار إليها بالحفش وأنواع أخرى مختلفة , الستيرلت , الكالوغا , البيلوغا .
واحدة من أقدم فصائل الأسماك العظمية في الوجود، الحفش يعيش في أنهار وبحيرات و شواطئ أوراسيا وأمريكا الشمالية شبه الاستوائية والمعتدلة وشبه القطبية . تتميز بجسمها الممدود وعدم وجود حراشف لها وحجمها الكبير : أسماك الحفش الشائعة تتراوح بين 7-12 قدم (2-3 ½ م) في الطول، وبعض الأنواع تنمو لتصل إلى 18 قدم (5.5 م) . معظم الأحفاش قاعيات صاعدة، تبيض في المنابع وتتغذى في دلتا الأنهار ومصباتها . بينما البعض يعيش في المياه الغذبة، عدد قليل جداً منها تدخل المحيط المفتوح بعيداً عن المناطق الساحلية .
ويتم حصاد بعض أنواع الحفش من أجل بطارخها، التي تحول إلى كافيار ( نوع من الأطعمة الفاخرة ) الذي يجعل بعض أسماك الحفش أغلى الأسماك المحصودة ثمناً . لأنها بطيئة النمو وتنضج في وقت متأخر في حياتها، وهي أكثر عرضة للاستغلال وغيرها من التهديدات، تشمل التلوث وتهميش مواطنها . معظم أنواع الحفش عرضة لخطر الانقراض , مما يجعلهم أكثر عرضة للانقراض من أي نوع أخر .